# Apopetelia sinensis
Apopetelia sinensis là một loài bướm đêm trong họ Geometridae.